# Hans Elsner
Hans Elsner (* 22. Februar 1923 in Köln; † 9. Dezember 2021) war ein deutscher Pädagoge.

## Leben
Hans Elsner wuchs mit vier Brüdern auf. Als Jugendlicher war er Gruppenführer der 1933 verbotenen Bündischen Jugend. Laut eigener Erzählung wurde er von der Gestapo verhaftet und an die russische Front geschickt. Er kehrte nach einer schweren Verwundung heim.
Nach dem Zweiten Weltkrieg absolvierte er eine Ausbildung an der Pädagogischen Akademie in Essen-Kupferdreh. Als Lehramtsanwärter führte er Anfang der 1950er Jahre den pädagogischen Ansatz von Maria Montessori in einer Volksschule im Bergischen Land ein. Er verstand die Montessoripädagogik „als Antwort auf die Erziehungsideale der Nazis“. 1956 gründete er die erste Montessorischule in Köln, die er 31 Jahre leitete und die bis heute in der Gillbachstraße 20 besteht. Er war 1961 an der Gründung der „Montessori-Vereinigung e.V.“ beteiligt, die sich unter anderem für die Lehrerweiterbildung einsetzt. Elsner wurde in einer Publikation von 2017 als „einer der bedeutendsten Pioniere der Montessori-Pädagogik in Deutschland nach dem Zweiten Weltkrieg“ bezeichnet. Am 27. Mai 1999 erhielt er das Bundesverdienstkreuz am Bande.
Er war verheiratet und hatte vier Kinder. Elsner starb 2021 im Alter von 98 Jahren. Er wurde am 22. Dezember 2021 auf dem Friedhof in Köln-Longerich beigesetzt.

## Veröffentlichungen (Auswahl)
- Lernszenen aus einer Montessori-Grundschule. In: Harald Ludwig (Hrsg.): Erziehen mit Maria Montessori. Ein reformpädagogisches Konzept in der Praxis. 2. Auflage. Freiburg 1998, S. 83–87.
- Jeder hat das Recht, er selbst zu sein. In: Paul Oswald, Günter Schulz-Benesch (Hrsg.): Grundgedanken der Montessori-Pädagogik. 14. Auflage. Freiburg 1996, S. 139–150.
- Kinder zu lieben genügt nicht. Autor der Texte und Zeichnungen: Hans Elsner, Hrsg.: Deutsche Montessori-Vereinigung e.V. Köln 2013.
- Die Montessori-Grundschule. In: Harald Ludwig (Hrsg.): Grundgedanken der Montessori-Pädagogik. Quellentexte und Praxisberichte. vollständig überarbeitete und erweiterte Neuausgabe. Herder Verlag, Freiburg 2017, ISBN 978-3-451-32650-9, S. 247–254.

## Film
Im deutschen Dokumentarfilm Laßt uns Zeit … Montessoripädagogik à la Hans Elsner porträtierte Jean Christopher Burger 1993 das Verhalten von Kindern in der Kölner Montessori-Grundschule Gilbachstraße und damit zugleich den Schulgründer und Lehrer dieser Schule, Hans Elsner. Dabei zeigt der Film konkrete Lernsituationen. Parallel dazu wird ein Porträt des Lehrers gezeichnet, der sein Verständnisses von Pädagogik darlegt. Der Film wurde vom Katholischen Filmwerk vertrieben.